# Bunga Bunga

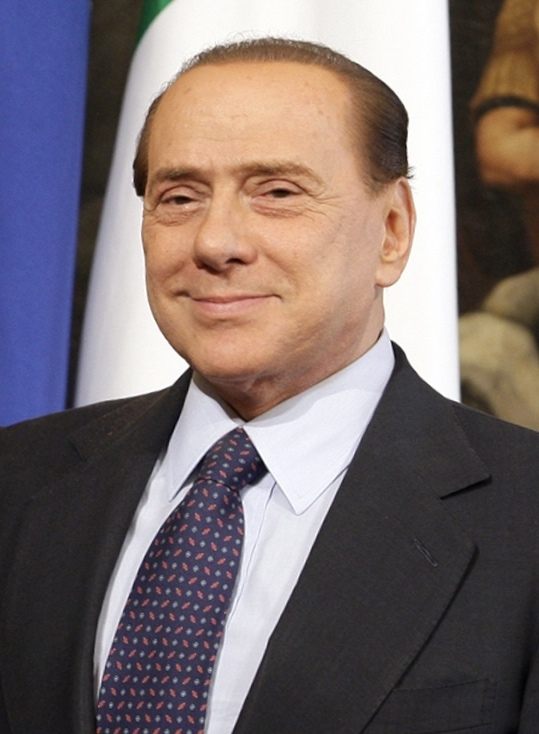
Silvio Berlusconi (2010)

Bunga Bunga oder Bunga-Bunga-Party wurde 2010 als Bezeichnung für Sex-Partys des italienischen Ministerpräsidenten Silvio Berlusconi verbreitet.

## Hintergrund
Anlass war eine Affäre Berlusconis, bei der ihm Förderung der Prostitution mit Minderjährigen vorgeworfen wurde (Ruby-Affäre ab 2010). Bei der Aufklärung dieser Affäre wird Bunga Bunga beschrieben als „angebliche Angewohnheit des Hausherrn von Arcore“, also Berlusconi, „nach dem traditionellen Abendessen schöne Frauen und interessierte Gäste zu einer Art erotischem Dessert ins Séparée einzuladen“. Silvio Berlusconi selbst soll einer minderjährigen Prostituierten den Ausdruck als einen „Ritus in seinem (Muammar al-Gaddafis) afrikanischen Harem“ gedeutet haben. Zuletzt beanspruchte die Schauspielerin Sabina Began, Ursprung von „Bunga Bunga“ zu sein; es sei schlicht ihr Spitzname, und sie habe die Partys organisiert.
Der Ausdruck „Bunga Bunga“ ist in diesem Zusammenhang ein Nonsenswort. Nachgewiesen ist seine Verwendung als lautliche Imitation „primitiver“ Sprachen (Pseudoentlehnung) seit spätestens 1843. Es wurde auch 1910 beim Dreadnought-Streich benutzt. Das Wort taucht schon im 20. Jahrhundert als Umschreibung für Sexualhandlungen in Witzen auf.
Mit der breiten Mediatisierung der Ruby-Affäre um Berlusconi nahm der Begriff schnell Einzug in den Sprachgebrauch und die Populärkultur in vielen Ländern.